# ليستر ستوفين
ليستر ستوفين (بالإنجليزية: Lester Stoefen)‏ مواليد 30 مارس 1911 في دي موين، الولايات المتحدة - الوفاة 08 فبراير 1970 في لاهويا، سان دييغو، الولايات المتحدة، كان لاعب كرة مضرب أمريكي بدأ مسيرته كمحترف سنة 1935، اعتزل اللعب في 1942. كما أنه أحد أبطال الجراند سلام. أعلى تصنيف له في الفردي كان المركز الـ 9 في سنة 1933.

## بطولات حققها
- بطولة ويمبلدون

## النهائيات

### الزوجي

#### اللقب (3)
| السنة | البطولة                     | الأرضية | الشريك   | المنافس                  | النتيجة              |
| 1933  | بطولة أمريكا المفتوحة للتنس | عشبية   | جورج لوت | فرانك شيلدز فرانك باركر  | 11–13, 9–7, 9–7, 6–3 |
| 1934  | ويمبلدون                    | عشبية   | جورج لوت | جان بورترا جاك برونون    | 6–4, 7–5, 6–1        |
| 1934  | بطولة أمريكا المفتوحة للتنس | عشبية   | جورج لوت | ويلمر أليسون جون فان رين | 6–4, 9–7, 3–6, 6–4   |

## روابط خارجية
- ليستر ستوفين على موقع رابطة محترفي التنس (الإنجليزية)
- ليستر ستوفين على موقع الاتحاد الدولي لكرة المضرب (الإنجليزية)
- ليستر ستوفين على موقع كأس ديفيز (الإنجليزية)
- ليستر ستوفين على موقع خلاصة التنس.كوم (الإنجليزية)